# شینگو سوزوکی
شینگو سوزوکی (انگلیسی: Shingo Suzuki؛ زادهٔ ۲۰ مارس ۱۹۷۸) بازیکن فوتبال اهل ژاپن است.
از باشگاه‌هایی که در آن بازی کرده‌است می‌توان به باشگاه فوتبال اوراوا رد دیاموندز، باشگاه فوتبال توکیو وردی، و باشگاه فوتبال آلبیرکس نیگاتا اشاره کرد.